# Цибеу
Цибеу (рум. Țibău) — село у повіті Сучава в Румунії. Входить до складу комуни Кирлібаба.
Село розташоване на відстані 359 км на північ від Бухареста, 88 км на захід від Сучави, 143 км на північний схід від Клуж-Напоки.

## Населення
За даними перепису населення 2002 року у селі проживали 188 осіб.
Національний склад населення села:
| Національність | Кількість осіб | Відсоток |
| -------------- | -------------- | -------- |
| румуни         | 180            | 95,7%    |
| українці       | 8              | 4,3%     |

Рідною мовою назвали:
| Мова       | Кількість осіб | Відсоток |
| ---------- | -------------- | -------- |
| румунська  | 180            | 95,7%    |
| українська | 8              | 4,3%     |